# Drop Dead, Gorgeous
Drop Dead, Gorgeous — американський пост-хардкор гурт з міста Денвер, штат Колорадо.

## Склад
- Денні Стіллман — вокал, клавішні, програмування (з 2004)
- Кайл Браунінг — соло-гітара, синтезатори, бек-вокал (з 2004 року)
- Джейк Хансен — бас, бек-вокал (з 2004 року)
- Денні Купер — ударні, перкусія (з 2004 року)
- Яків Белчер — ритм-гітара, бек-вокал (з 2009 року)

### Колишні учасники
- Юда Лірі — ритм-гітара, бек-вокал (2006—2007)
- Ден Густавсон — ритм-гітара (2004—2009)
- Маркус Таллітщ — вокал (2004)
- Аарон Роті — клавішні, синтезатори, програмування, бек-вокал (2004—2008)
- Джонатан Лірі — клавішні, синтезатори, програмування, перкусія, бек-вокал (2008—2009)

## Дискографія
- In Vogue (2006)
- Be Mine, Valentine EP (2006)
- Worse Than a Fairy Tale  (2007)
- The Hot N' Heavy (2009)